# Rasul Hosejni
Sejjed Rasul Hosejni (pers. سید رسول حسینی) – irański zapaśnik w stylu wolnym. Złoto w mistrzostwach Azji w 1981, srebro w 1979. Czwarty w mistrzostwach świata w 1981 roku.